# 西紫原町
西紫原町（にしむらさきばるちょう）は、鹿児島県鹿児島市の町。郵便番号は890-0083。人口は1,090人、世帯数は457世帯（2020年4月1日現在）。

## 地理
紫原台地の西端に所在しており、脇田川の中流域に位置している。町域の南方から西方にかけては宇宿、北方から東方にかけて紫原がそれぞれ接している。
西紫原町の区域は紫原と一体化した新興住宅地となっている。町域の中央部に鹿児島市立西紫原中学校がある。

## 歴史
昭和40年代以降、周辺の中学校の生徒数が激増したことにより鹿児島市によって「鹿児島市小、中学校整備計画」が制定され中学校の新設が行われることとなった。この整備計画に基づいて1979年（昭和54年）には現在の西紫原町の区域に鹿児島市立西紫原中学校が開校した。
1982年（昭和57年）10月23日に宇宿町に造成された梶原迫団地の区域より「西紫原町」が新設された。1990年（平成2年）11月5日には宇宿町の一部が西紫原町に編入された。

### 町域の変遷
| 実施後           | 実施年             | 実施前         |
| ---------------- | ------------------ | -------------- |
| 西紫原町（新設） | 1982年（昭和57年） | 宇宿町（一部） |
| 西紫原町（編入） | 1990年（平成2年）  | 宇宿町（一部） |

## 人口
以下の表は国勢調査による小地域集計が開始された1995年以降の人口の推移である。
| 年                 | 人口  |
| ------------------ | ----- |
| 1995年（平成7年）  | 860   |
| 2000年（平成12年） | 1,143 |
| 2005年（平成17年） | 1,144 |
| 2010年（平成22年） | 1,166 |
| 2015年（平成27年） | 1,136 |

## 施設

### 公共
- 西紫原町公民館

### 教育
- 鹿児島市立西紫原中学校[14]

## 小・中学校の学区
市立小・中学校に通う場合、学区（校区）は以下の通りとなる。
| 町丁     | 番・番地 | 小学校                 | 中学校                 |
| -------- | -------- | ---------------------- | ---------------------- |
| 西紫原町 | 全域     | 鹿児島市立西紫原小学校 | 鹿児島市立西紫原中学校 |